# 三河鹿島站
三河鹿島站（日语：／ Mikawa-Kashima eki */?）是一個位於日本愛知縣蒲郡市鹿島町，屬於名古屋鐵道西尾線的鐵路車站。車站編號為GN20。

## 車站結構
側式月台1面1線的地面車站。

### 月台配置
| 路線   | 方向 | 目的地         |
| ------ | ---- | -------------- |
| 西尾線 | 上行 | 往吉良吉田方向 |
| 西尾線 | 下行 | 往蒲郡         |

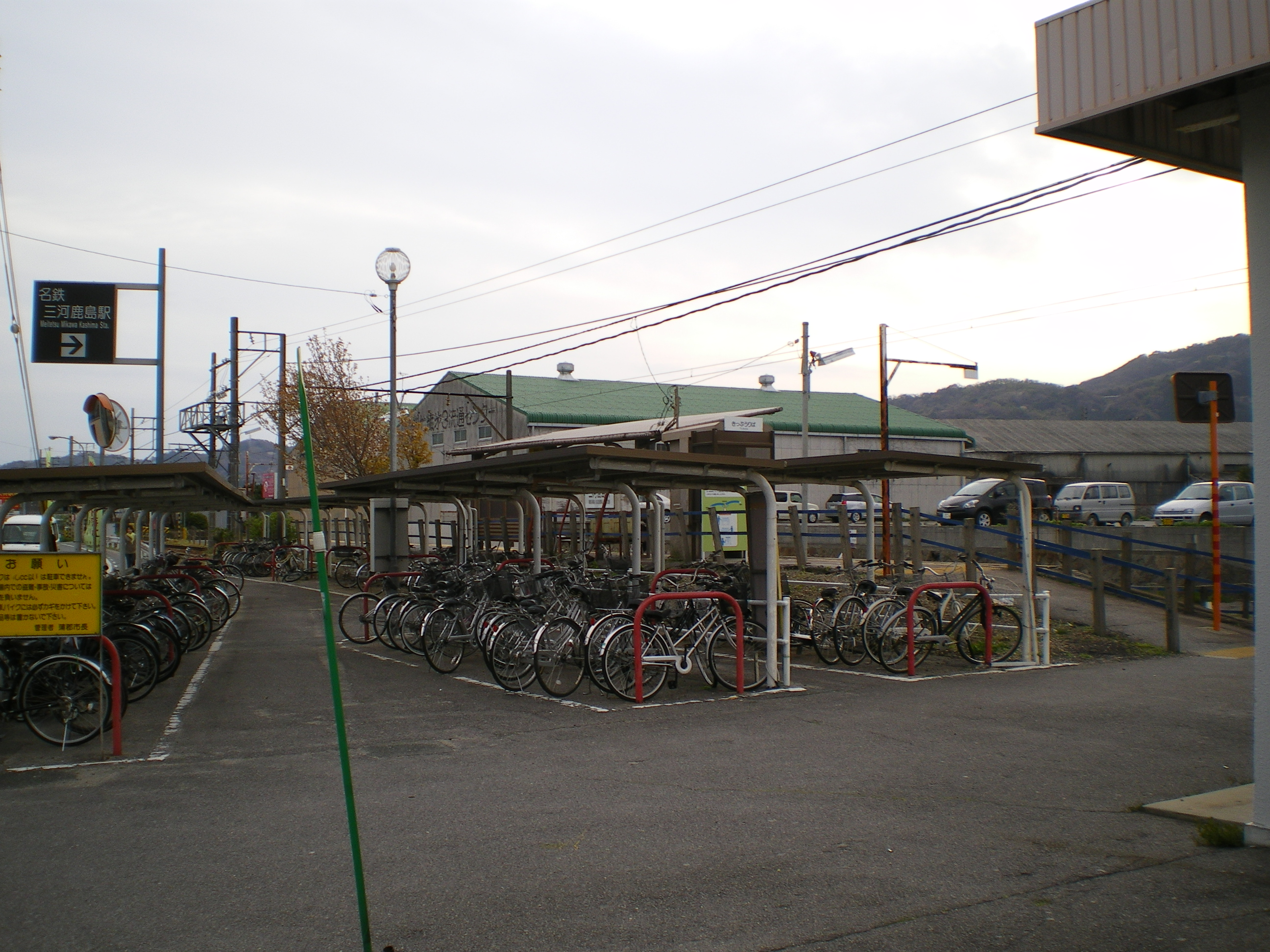
站前自行車停靠場
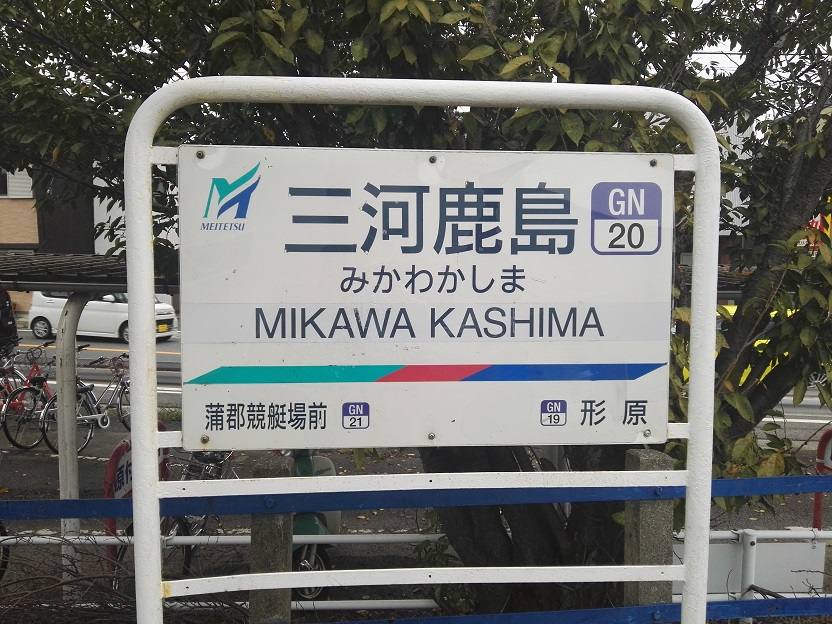
站名牌

### 配線圖
| ← 吉良吉田方向  | 三河鹿島站 構內配線略圖 | → 蒲郡方向 |
| 图例 参考文献： |                         |            |

## 使用情況
| 年度   | 1日平均 上車人次 |
| ------ | ---------------- |
| 2006年 | 217              |
| 2007年 | 234              |
| 2008年 | 247              |
| 2009年 | 235              |
| 2010年 | 233              |

## 相鄰車站
名古屋鐵道
 蒲郡線
形原（GN19）－三河鹿島（GN20）－蒲郡競艇場前（GN21）

## 外部連結
- 三河鹿島 - 名古屋鐵道